# Europese weg 402
De Europese weg 402 of E402 is een weg die uitsluitend door Frankrijk loopt.
De weg begint bij Calais en eindigt in Le Mans. Tussen Saint-Germain-sur-Eaulne en Saint-Martin-Osmonville valt de E402 samen met de E44. In de omgeving van Rouen valt E402 samen met de E5.

## Nationale wegnummers
De E402 loopt over de volgende nationale wegnummers:
| Nummer    | Tracé               |
| Frankrijk | Frankrijk           |
| --------- | ------------------- |
|           | Calais - Abbeville  |
|           | Abbeville - Le Mans |